# Маркс, Тобин
Тобин Маркс (англ. Tobin Jay Marks; род. 25 ноября 1944, Вашингтон, США) — американский учёный-химик. Труды в основном посвящены металлоорганической химии, химии полимеров, материаловедению. Член Национальной академии наук США (1993), Леопольдины (2005), Американского философского общества (2022).
Окончил Мэрилендский университет в Колледж-Парке (бакалавр химии, 1966). Степень доктора философии получил в MIT в 1970 году. С того же года работает в Северо-Западном университете, ныне его именной профессор (Vladimir N. Ipatieff Professor of Catalytic Chemistry and Chemical and Biological Engineering).
Член Американской академии искусств и наук (1993).
Является 36-м наиболее цитируемым химиком за период с 1981 по 1997 год , 24-м наиболее цитируемым химиком за период с 1992 по 2002 год .
В 2011 году занимал 15-е место среди наиболее цитируемых химиков в мире с индексом Хирша, равным 114.

## Награды и отличия
- Стипендия Гуггенхайма (1989)[10]
- Edgar Fahs Smith Lecture, Пенсильванский университет (1994)
- Премия столетия (1996)
- Медаль Ф. А. Коттона[нем.] (2000)
- Премия Уилларда Гиббса (2001)
- Премия Карла Циглера[нем.] (2003)
- Национальная научная медаль США (2005)
- Премия принца Астурийского (2008)
- William H. Nichols Medal[англ.] (2010)
- Дрейфусовская премия по химическим наукам[англ.] (2011)
- Премия НАН США по химическим наукам[англ.] (2012)
- Медаль Пристли (2017)[11]
- Премия Харви (2017)